# Gaetano Berardi
Gaetano Berardi, född 21 augusti 1988 i Sorengo, är en schweizisk fotbollsspelare (försvarare). Han har tidigare spelat i italienska Serie A med Brescia och Sampdoria, samt representerat det schweiziska landslaget.

## Klubblagskarriär

### Brescia
Berardi började sin karriär i Luganos ungdomslag. Sommaren 2005, då han var sexton år gammal, värvades Berardi av Serie B-klubben Brescia, för vilka han debuterade den 30 juni 2007 i en bortamatch mot Pescara. Säsongen 2008/2009 slog Berardi igenom i a-laget med 26 seriematcher, varav 18 från start. Säsongen därpå gjorde han 29 seriematcher, och Brescia flyttades upp till Serie A efter playoffseger mot Torino.
Den 12 september 2010 gjorde Berardi sin första Serie A-match, en seger med 3-2 mot Palermo. Han hann med 27 ligamatcher i högstadivisionen under säsongen, men Brescia slutade på 19:e plats och flyttades ner igen direkt.

### Sampdoria
Den 12 januari 2012 värvades Berardi till Serie B-konkurrenten Sampdoria av sin förre tränare i Brescia, Giuseppe Iachini. Han debuterade mot Padova den 14 januari. Vid slutet av säsongen stod Sampdoria som segrare i kvalet till Serie A, Berardis andra uppflyttning till högstadivisionen på tre säsonger.
Trots hård konkurrens från den italienske landslagsmannen Lorenzo de Silvestri spelade Berardi 21 ligamatcher under 2012/2013, varav 18 starter. I november 2013 blev dock Siniša Mihajlović huvudtränare för Sampdoria, varefter Berardi endast figurerade i två seriematcher under återstoden av säsongen.

### Leeds United

#### 2014/2015
Den 19 juli 2014 värvades Berardi av den engelska Championship-klubben Leeds United. Han skrev på ett tvåårskontrakt med option på ett tredje år. Klubbens ägare Massimo Cellino bekräftade att Berardi hade accepterat en lönesänkning för att komma till Leeds.
Den 12 augusti 2014 debuterade han för klubben i en ligacupseger mot Accrington Stanley. Berardi spelade fram Souleymane Doukara till dennes första mål, innan han fick lämna matchen i förtid med ett rött kort och avstängning i de nästföljande tre seriematcherna. Den 13 september gjorde Berardi sin ligadebut i en oavgjord match mot Birmingham. En vecka senare ådrog han sig mot Huddersfield sitt andra röda kort på fyra matcher för Leeds United.
Under sin första tid i Leeds var Berardi huvudsakligen påtänkt som högerback, men på grund av Sam Byrams starka form hade han svårt att ta sig in i laget. När vänsterbacken Charlie Taylor flyttade högre upp i banan som yttermittfältare, fick Berardi istället chansen som vänsterback. Han blev ordinarie i laget och spelade i 22 seriematcher under sin debutsäsong i England, varav tio av de sista elva.

#### 2015/2016
Den 21 september 2015 skrev Berardi, som nu blivit en favorit bland fansen, på en kontraktsförlängning fram till 2018. Trots att han var borta från spel i ett par månader under vintern hann han med att spela 28 seriematcher under 2015/2016, och var bland de nominerade till utmärkelsen för klubbens bäste spelare.

#### 2016/2017
Berardi missade mycket av försäsongen och säsongsinledningen av 2016/2017 på grund av skada. När han återhämtat sig hölls han utanför startelvan av Taylor och nye högerbacken Luke Ayling, som bägge uppvisade god form. Den 29 december skadade sig Taylor, och Berardi tog vänsterbackplatsen med sådan framgång att den annars ordinarie Taylor inte lyckades återta sin plats under återstoden av säsongen. Berardi vann utmärkelsen som klubbens bäste spelare i februari 2017.

#### 2017/2018
Den 8 augusti 2017 skrev Berardi på en kontraktsförlängning till 2020. Han skadade axeln i säsongspremiären och var borta en månad, men figurerade därefter regelbundet. Den 30 december 2017 fick Berardi, i sin hundrade match för Leeds United, bära kaptensbindeln i en match mot Birmingham City. Den 7 januari 2018 var han på nytt lagkapten mot Newport County i FA-cupen, en match i vilken han också gjorde proffskarriärens första mål på ett långskott.
Berardi ådrog under säsongen 2017/2018 tre röda kort: för en skallning mot Bristol City i oktober, för två gula kort mot Cardiff i februari, och för en tvåfotstackling i slutminuterna mot Sunderland i april, då han också var lagkapten. Det sista utvisningen medförde en fem matchers avstängning vilket avslutade Berardis säsong en månad i förtid. Sammanlagt var han avstängd i tio matcher under säsongen, vilket föranledde honom att be om ursäkt till klubbens fans i en intervju med interna kanalen LUTV.

#### 2018/2019
Efter att tidigare ha räknats som ytterback inledde Berardi säsongen 2018/2019 som mittback vid sidan av lagkaptenen Liam Cooper. Han spelade från start i Leeds sex första ligamatcher, där klubben gick upp i serieledning och höll för en tid Pontus Jansson, som anslutit till laget senare än övriga spelare på grund av VM-spel, utanför startelvan. I september drabbades han av en knäskada och var borta i drygt en månad. I blott sin andra match tillbaka efter den skadan ådrog sig Berardi under segern med 2–0 över Ipswich Town den 24 oktober en bristning i hälsenan, och förväntades bli borta i sexton veckor.
Skador och konkurrens begränsade Berardi till 15 seriematcher under säsongen, varav 12 från start. Han fick starta bägge playoffsemifinalmatcherna mot Derby County i maj 2019, och blev i det andra mötet utvisad för sjunde gången under sin tid i Leeds.